# Parkia biglobosa
Parkia biglobosa (Jacq.) R.Br. ex G.Don è una pianta appartenente alla famiglia delle Fabaceae. La sua distribuzione naturale si estende dal Senegal al Sudan, dove prende il nome di néré.

## Descrizione

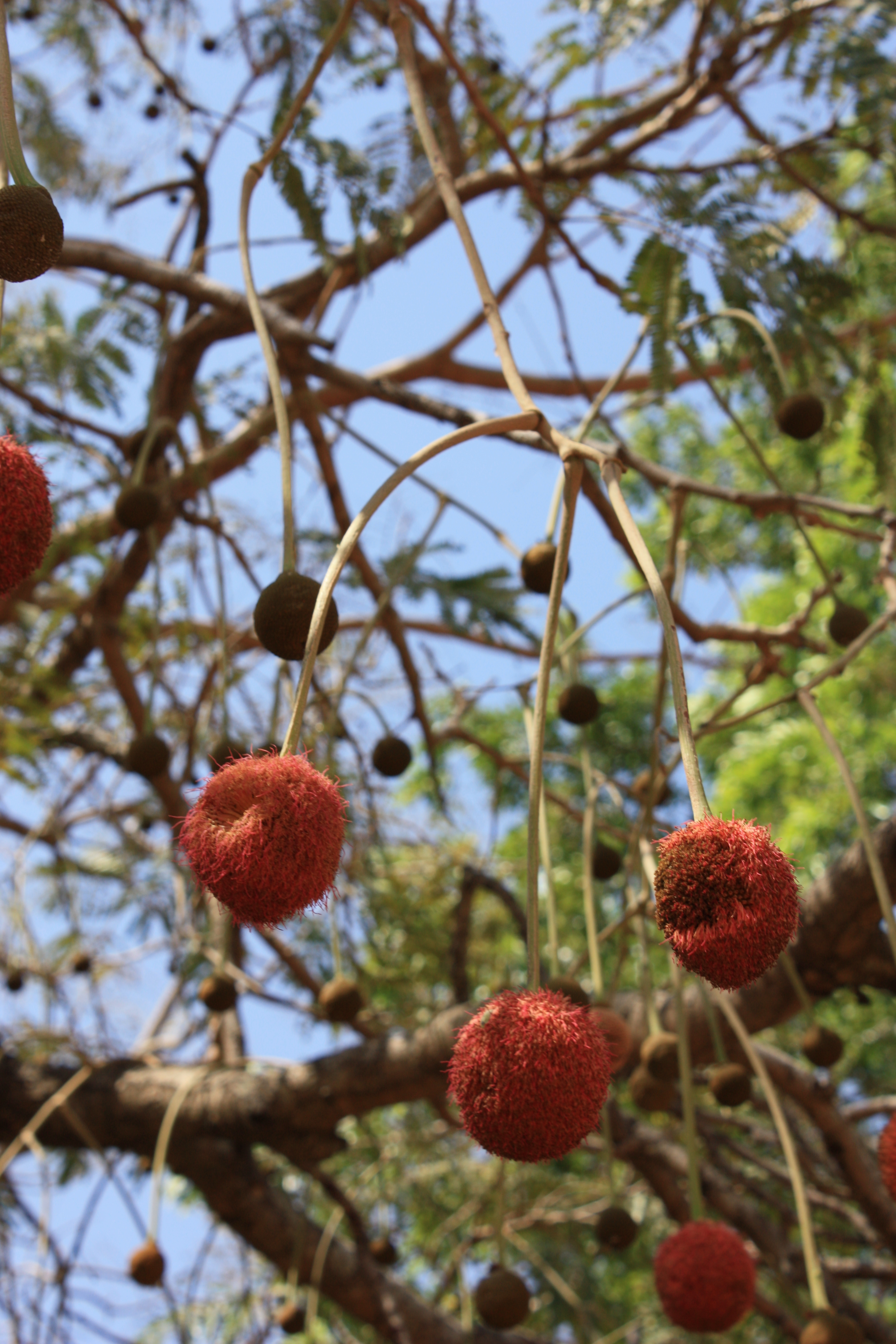
Infiorescenze

Parkia biglobosa è un albero deciduo con una chioma estesa e che può raggiungere altezze fino a 20-30 metri. Il diametro del tronco può raggiungere i 130 centimetri. La particolarità di questo albero è che non perde le foglie nemmeno nella stagione secca. Forma spesso un fittone con estese radici laterali. Ciò migliora il microclima tra gli alberi. L'albero è quindi spesso associato all'albero di karitè.
Le foglie alternate e picciolate, sono bipennate, con numerose foglioline piccole e sessili. Il rachide ha la punta inclinata. Non sono presenti stipole.
I fiori sono raggruppati in infiorescenze rotonde di circa 5-6,5 cm di diametro che pendono da lunghi steli. Le infiorescenze sono di colore rosso brillante. I fiori ermafroditi in alto contengono 10 lunghi stami e un ovario superiore con stilo lungo. I fiori maschili più piccoli hanno stami più corti, quelli sterili hanno stami atrofizzati. I fiori vengono impollinati dai pipistrelli.
Conseguentemente, i frutti lisci e piatti, lunghi fino a 20-40 centimetri e larghi 1,5-2,5 centimetri, pendono anch'essi dagli steli. I frutti sono di colore marrone ed i semi al loro interno sono lisci, duri e lucenti, di colore marrone scuro, e misurano circa 1-1,5 centimetri.

## Distribuzione
Parkia biglobosa prospera nelle savane sudanesi. La sua distribuzione naturale si estende dal Senegal al Sudan. È stato introdotto anche nei Caraibi.

## Usi

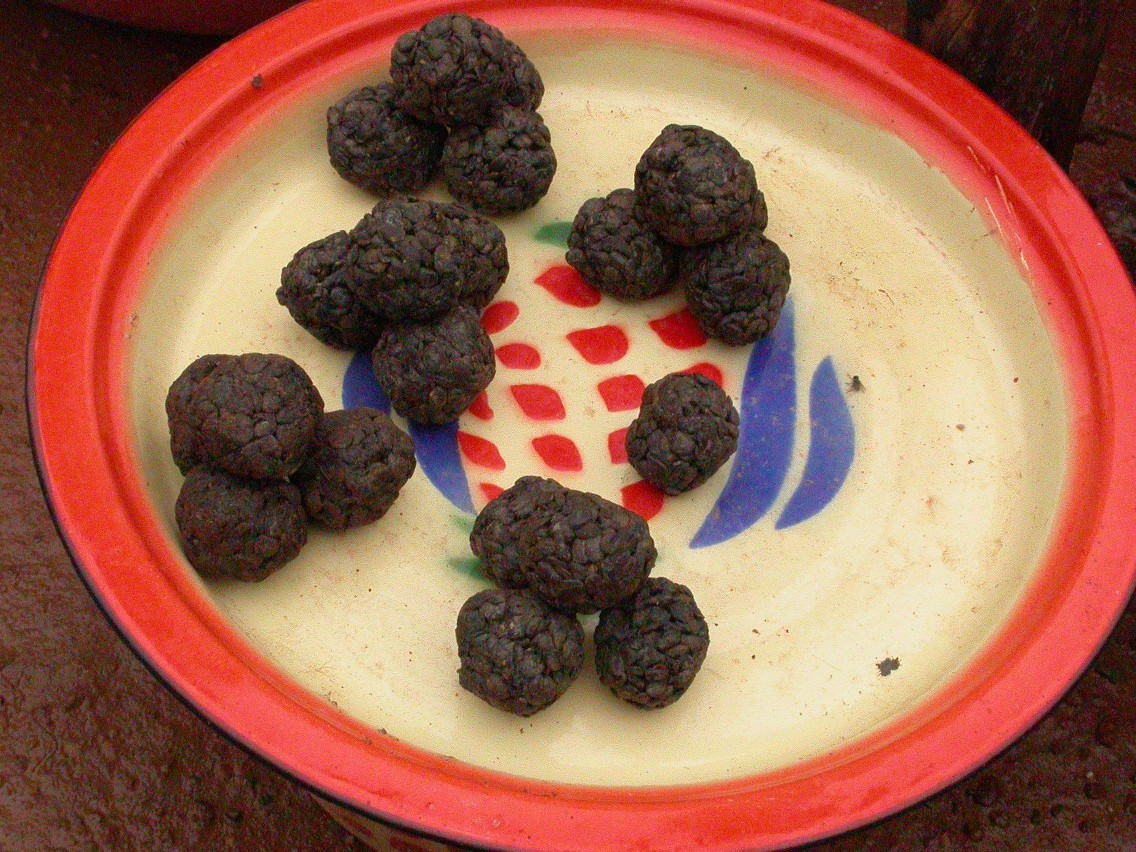
Soumbala in Burkina Faso

I semi del frutto, ricchi di proteine e minerali, vengono fatti fermentare e utilizzati come condimento (soumbala) per zuppe e salse. La polpa gialla e farinosa del frutto è commestibile ed il succo ottenuto dalla polpa viene utilizzato per produrre bevande e anche per impregnare gli intonaci argillosi contro l'umidità e la pioggia. Il néré è quindi un importante albero commerciale: viene spesso risparmiato durante il disboscamento per far spazio a nuove coltivazioni ed è quindi un elemento tipico dei parchi di alberi coltivati del Sudan.
La lavorazione dei semi di néré può costituire un'attività redditizia su piccola scala. Tuttavia, l’accesso alle macchine necessarie rappresenta spesso un ostacolo, come nel caso del Mali. Per quanto riguarda la domanda di soumbala, bisogna tenere presente che sostituti più economici rimpiazzano sempre più il soumbala a base di néré, ricco di sostanze nutritive: ad esempio salse speziate a base di soia o dadi da brodo prodotti industrialmente.
A causa del suo effetto ombreggiante, sotto il néré vengono coltivate colture specializzate quali gombo, piselli e arachidi.